# Reddersburg
Reddersburg este un oraș din Provincia Free State, Africa de Sud.